# Konkav lins

Konkav lins

Konkav lins, även kallad negativ lins eller spridningslins, är en lins som är inåtbuktande, och är alltså som tjockast på kanterna. Infallande parallella strålar sprids sedan de gått genom linsen som om de kommit från en bestämd punkt på linsens framsida.  Är de infallande strålarna parallella med huvudaxeln, kallas denna punkt linsens brännpunkt, fokus. En konkav lins används bland annat för att förminska bilder och för att korrigera närsynthet. 
För definition av det matematiska begreppet konkav funktion, se konkav funktion.